# Роже Шартие
Роже Шартие (на френски: Roger Chartier), роден на 9 декември 1945 г. в Лион, Франция, е френски историк, чиито изследвания са в областта на историята на книгата, книгопечатането и четенето.

## Биография
Роже Шартие се ражда и завършва лицей в Лион. През 1964 – 1969 г. той е студент във Висшето нормално училище в Сен Клу и заедно с това слуша пълна университетска програма в Сорбоната (1966 – 1967). През 1969 г. се дипломира с отличие в специалността „Преподавател по история“.
През 1969 – 1970 г. Роже Шартие преподава в престижния парижки лицей „Людовик Велики“ на длъжност почетен преподавател. По същото време заема и мястото на помощник в катедрата по история на Новото време в университета Париж-1, а по-късно работи като старши преподавател във Висшето училище по социални науки (на френски: École des hautes études en sciences sociales, съкр. EHESS) в Париж. Във Висшето училище Шартие работи като доцент (1978 – 1983), а след това и ръководител на катедра (до 2006 г.). През 2006 г. е назначен като почетен професор в Колеж дьо Франс и оглавява катедрата „Писмеността и културата на Новото време“.

## Академични и почетни награди
- Носител на Годишната награда на American Printing History Association (1990)
- Първа награда в областта на историята (награда „Гобер“) на Френската академия (1992)
- Член на Обществото на Британската академия
- Почетен доктор на университета „Карлос III“ в (Мадрид)
- Почетен доктор на Университета „Лавал“ в (Квебек)
- Почетен доктор на университета в Ньошател (2012)

### Публикации на български език
- Роже Шартие. „Революция“. – В: Духът на Анали. Превод Лиляна Деянова. София: Критика и хуманизъм, 1997.
- Роже Шартие. „Читателските общности“. – В: История на книгата, книгата в историята. София: УИ „Св. Климент Охридски“, 2001, с. 285 – 299.
- Роже Шартие. „Читателският кръг“. – В: Места на всекидневието. София: ЛИК, 2002, с. 197 – 206.
- „Роже Шартие в разговор с Пиер Бурдийо“. – Социологически проблеми, 2010, кн. 3 – 4.